# Intelligent dance music
La intelligent dance music (IDM) és un subgènere de música electrònica originari de principis de la dècada del 1990 definit per l'experimentació idiosincràtica més que per característiques específiques de gènere. La música descrita amb aquest terme va sorgir originalment al voltant d'estils de música de ball electrònica com l'acid-house, l'ambient tecno, el tecno de Detroit i el breakbeat. Entre els artistes destacats d'aquest gènere musical hi ha Aphex Twin, Autechre, Squarepusher, μ-Ziq, The Black Dog, Orbital i Jansky.
L'ús del terme «música de ball intel·ligent» probablement es va inspirar en la recopilació de Warp Records de 1992 Artificial Intelligence i el 1993 amb la formació de la «IDM list», una llista de correu electrònic que es va crear per a la discussió en anglès d'artistes que apareixen a la recopilació.